# Happening: Live at the Village Vanguard
Happening: Live at the Village Vanguard ist ein Jazzalbum von Gerald Clayton. Die im April 2019 im Jazzclub Village Vanguard, New York City, entstandenen Aufnahmen erschienen am 10. Juli 2020 auf Blue Note Records. Das Album erhielt zwei Grammy-Nominierungen. Es ist Claytons fünftes Album als Bandleader.

## Hintergrund
Gerald Claytons Album Happening: Live at the Village Vanguard ist das erste Album des Pianisten für das Label Blue Note Records. Clayton spielt darauf neben seinen Originalkompositionen auch drei Jazzstandards in Trio- und Quintettbesetzung. Seine Mitmusiker bei diesen Auftritten waren der Bassist Joe Sanders und der Altsaxophonist Logan Richardson, beide langjährige Mitarbeiter Claytons. Hinzu kamen der Tenorsaxophonist Walter Smith III, der zuvor mit Clayton an Kendrick Scotts Album Reverence und Ambrose Akinmusires The Heart Emerges Glistening gearbeitet hatte, und der Schlagzeuger Marcus Gilmore, der erstmals mit dem Pianisten aufnahm, aber zuvor bereits mit Smith zusammengearbeitet hatte. Die Band spielte im April 2019 sechs Nächte im Village Vanguard, von denen sieben Tracks aus 12 Sets dieser sechs Abende für dieses Album ausgewählt wurden. Das Album endet mit Take the Coltrane, einer Komposition von Billy Strayhorn, dessen Melodie wurde 1963 mit dem Impulse!-Album Duke Ellington & John Coltrane berühmt.
Gerald Claytons Livemitschnitt war mit Jonathan Batistes Album An Anatomy of Angels: Live at the Village Vanguard eine der letzten Aufnahmen, die noch mit Publikum vor dem Corona-Lockdown in dem New Yorker Club entstanden sind.

## Titelliste

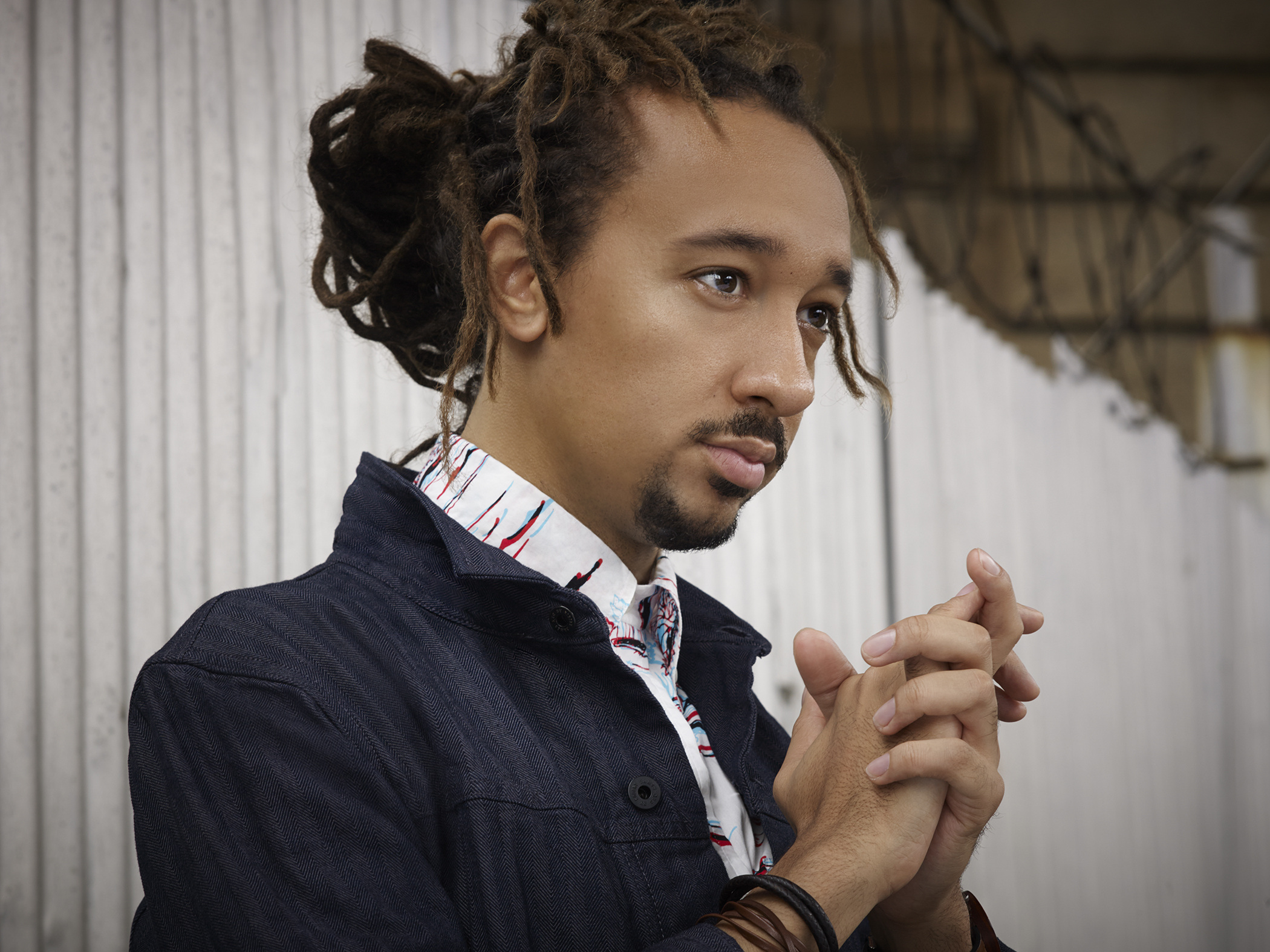
Gerald Clayton 2010

- Gerald Clayton: Happening: Live at the Village Vanguard (Blue Note UCCQ-1126)[5]
  1. Patience Patients (Gerald Clayton)
  2. A Light (Gerald Clayton)
  3. Celia (Bud Powell)
  4. Rejuvenation Agenda (Gerald Clayton)
  5. Envisionings (Gerald Clayton)
  6. Body and Soul (Edward Heyman, Johnny Green, Robert Sour)
  7. Take the Coltrane (Billy Strayhorn)

## Rezeption
Chris Pearson (The Times) schrieb, der amerikanische Pianist mache dem beeindruckenden Jazz-Veranstaltungsort alle Ehre; daher sei Live at the Village Vanguard ein Titel, der – angesichts historischer Vorgängeralben etwa von Jazzgiganten wie Bill Evans, John Coltrane und Sonny Rollins – ausdrücklich für eine Wiederverwendung vergeben werden könne. Gerald Clayton, der Sideman von Charles Lloyd und John Scofield war, werde dem mit Sicherheit gerecht. „Unruhig“ sei der Begriff, so Pearson, der vier der Originalkompositionen am besten zusammenfasse. So habe etwa Rejuvenation Agenda ein Sehnsuchtsthema, das der Komponist über Joe Sanders’ fließend funkigen Bass und das sanft mit Hip-Hop akzentuierte Schlagzeug von Marcus Gilmore bluesig zerlege.
Thom Jurek verlieh dem Album in Allmusic vier Sterne und meinte, Happening: Live at the Village Vanguard sei ein großartiges Beispiel für Claytons Ankunft als Meister, der über beneidenswerte und originelle Technik und eine kaleidoskopische Vorstellungskraft verfüge.
Thomas Conrad schrieb in JazzTimes, Claytons bislang einzige Aufnahme im Village Vanguard sei nicht klavierzentriert; die Band sei ein erstklassiges Quintett mit zwei Saxophonen, „aber Claytons Klavierbeiträge in ihrem wilden, frei ausgeschütteten, lyrischen Streben sind durchweg atemberaubend.“ Hervorhebenswert seien die zwei Stücke, die nur im Trio dargeboten werden: Bud Powells Celia sei ein zehnminütiger Ansturm virtuosen Pianospiels, hingegen Body and Soul obwohl etwas ruhiger und hingebungsvoller dargeboten, strotze vor Abschweifungen, spontanen Kompositionen, die aus dem Lied stammen. Die Interpretationen eines solchen Repertoires sowie Billy Strayhorns Blues Take the Coltrane zeigten, dass diese Spieler, die an der Spitze des Jazz stehen, dessen Geschichte respektieren.

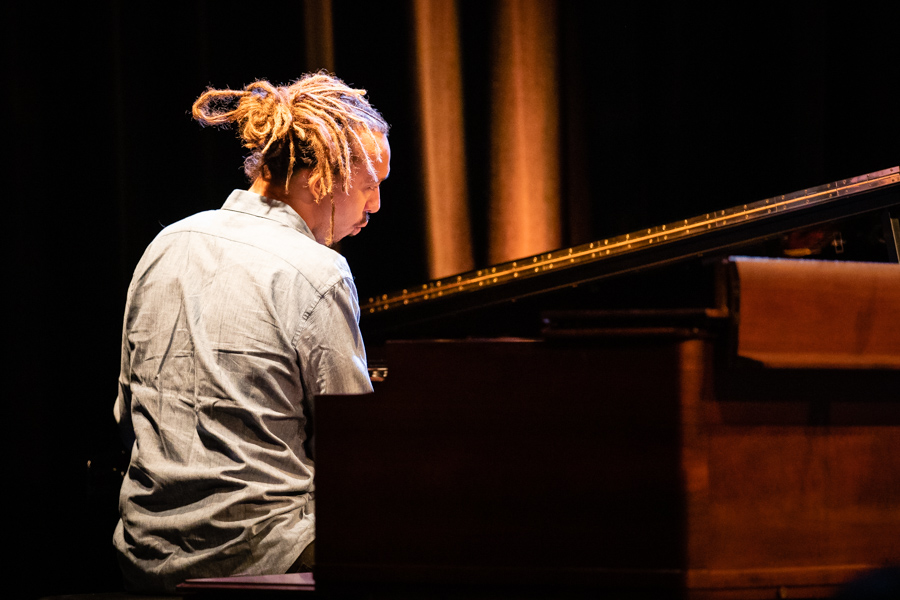
Gerald Clayton Nasjonal Jazzscene 2019

Brian Kiwanuka (Post Genre) meinte, Claytons Kompositionen, zu denen Patience Patients, A Light, Rejuvenation Agenda und Envisionings gehören, seien alle äußerst beeindruckend, aber das Quintett sei ebenso hervorragend, wenn es um die Standards gehe. Claytons Quintett habe eine fantastische Aufnahme von sofort zugänglicher, fachmännisch gespielter Jazzmusik geliefert.
Paddy Kehoe (RTE) lobte, Happening: Live at the Village Vanguard sei meistens ein energiegeladenes, wenn nicht intellektuelles Post-Bop-Set mit gelegentlicher Abwechslung von der Raserei in ruhigen und wehmütigen Momenten auf Tracks wie Body and Soul und Envisionings.
Jim Hynes (Glied Magazine) schrieb, diese langen Stücke des Mitschnitts böten den Solisten viel Raum, sich zu entfalten. Der Satz „Live at the Village Vanguard“ habe eine ehrwürdige Besonderheit, die von Clayton und seinen Bandkollegen Ehre erwiesen werde.
Matt Micucci (Jazziz) zählte das Album zu den zehn besten Veröffentlichungen des Monats und fand, es zeige Claytons vielschichtige Identität als Bandleader, wie er die Gruppe durch vier seiner Original- und die drei Fremdkompositionen navigiere. Die Redaktion von JazzTimes listete das Album auf Rang 7 der besten Neuveröffentlichungen des Jahres.

## Grammy-Nominierung
Ende 2020 wurde das Album in der Kategorie Bestes Jazz-Instrumentalalbum für die Grammy Awards 2021 nominiert. Zudem wurde der Titel Celia in der Kategorie Bestes improvisiertes Jazz-Solo für die Grammy Awards 2021 nominiert.